# Andrzej Modlibowski
Andrzej Modlibowski herbu Dryja – sędzia kaliski w latach 1694-1705, podsędek kaliski w latach 1692-1694, pisarz kaliski w latach 1688-1690.
Sędzia kapturowy sądu ziemskiego kaliskiego w 1696 roku.